# Wiesen (Davos)
Wiesen (, toponimo tedesco; in romancio Tain ), o Davos Wiesen, è una frazione di 364 abitanti del comune svizzero di Davos, nella regione Prettigovia/Davos (Canton Grigioni).

## Geografia fisica
Wiesen è situato nella valle della Landwasser, sulla sponda destra; dista 19 km da Davos e 38 km da Coira. Il punto più elevato del territorio è la cima del Büelenhorn (2 808 m s.l.m.), che segna il confine con Bergün.

## Storia

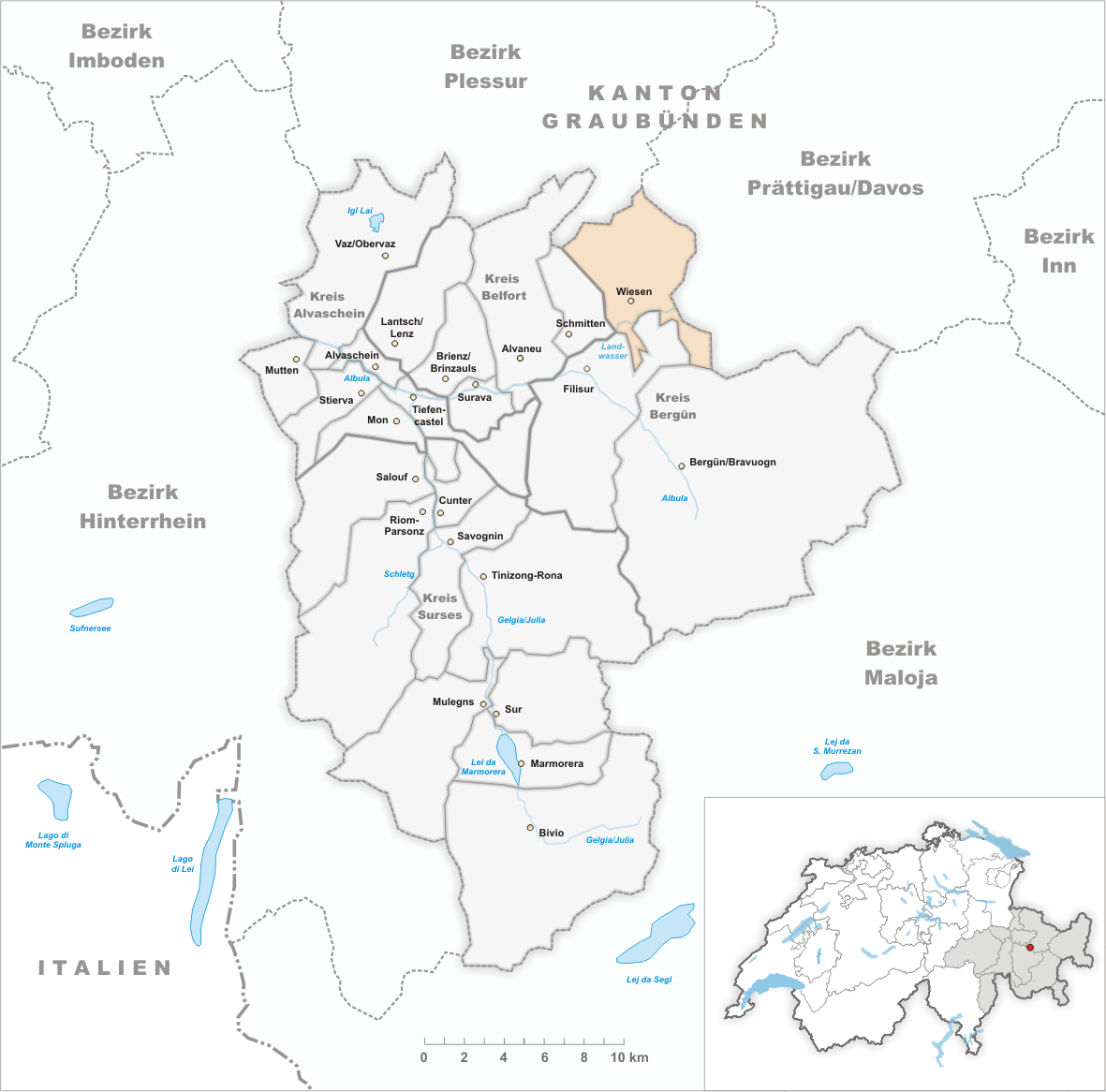
Il territorio del comune di Wiesen prima degli accorpamenti comunali del 2009

Già comune autonomo che si estendeva per 29,58 km² e che apparteneva al distretto dell'Albula, il 1º gennaio 2009 è stato aggregato al comune di Davos e quindi al distretto di Prettigovia/Davos (dal 2016 regione Prettigovia/Davos).

## Monumenti e luoghi d'interesse
- Chiesa riformata, attestata dal 1500[1];
- Viadotto di Wiesen.

## Società

### Evoluzione demografica
L'evoluzione demografica è riportata nella seguente tabella:
Abitanti censiti

### Lingue e dialetti
Il paese è abitato da genti di lingua walser dal XIII secolo; il suo nome nella parlata locale è an de Wise ([andə ˈʋɪʓə]).

## Infrastrutture e trasporti

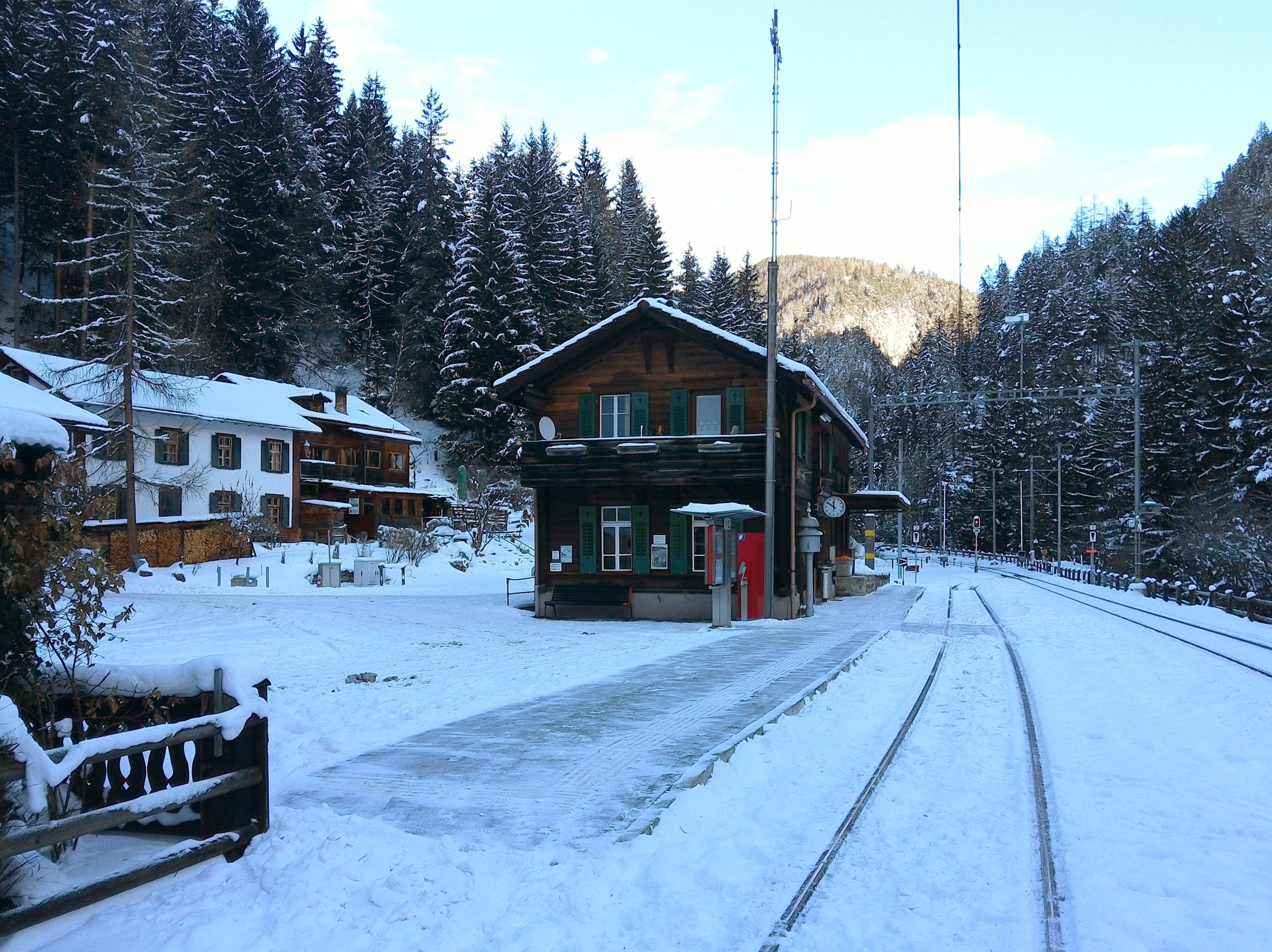
La stazione di Davos Wiesen

Wiesen è posto lungo la strada principale 417; l'uscita autostradale più vicina, a 27 km, è quella di Thusis sud, sulla A13/E43. La località è servita dalla stazione di Davos Wiesen della Ferrovia Retica (linea Davos-Filisur).